# Carma Citrawati
Dewa Ayu Carma Citrawati (nacida el 24 de febrero de 1990) es una escritora indonesia, activista literaria balinesa y wikipedista. Es conocida por sus tareas pioneras de digitalización y traducción de antiguos manuscritos balineses en hojas de palma. El 15 de agosto de 2021, se le otorgó el premio Wikimedian Newcomer of the Year durante la conferencia virtual Wikimania de 2021.

## Vida personal
Nació como la hija mayor de su familia. Ella tiene cuatro hermanos.
Estaba casada con I Gedé Gita Purnama Arsa Putra, también conocido como Bayu Gita, quien murió el 25 de febrero de 2023.

## Carrera
Asistió al SMA Negeri 1 Banjarangkan para su educación secundaria. Luego se graduó en el Departamento de Lengua y Literatura de Bali de la Universidad Udayana y completó su maestría en el Departamento de Lingüística Pura de la universidad. Luego comenzó su carrera trabajando como profesora de lengua balinesa en SMPN 3 Denpasar de 2011 a 2018.
Desde muy joven siguió su interés por el idioma balinés como pasatiempo y comenzó a investigar sobre la historia del idioma, que estaba en peligro de ser abandonado en Indonesia debido al surgimiento del idioma indonesio.
También escribe cuentos y poemas en lengua balinesa. Escribió y publicó su primera antología de historias cortas Smara Reka (2014) en colaboración con su marido, I Gedé Gita Purnama Arsa Putra. Posteriormente escribió otra antología de historias cortas titulada Kutang Sayang Gemel Madui (2016) por la que recibió el Premio Literario Rancage en 2017 de la Fundación Cultural Rancagé. Kutang Sayang Gemel Madui contiene 13 cuentos cortos con el tema de la crítica social. Fue invitada como oradora en el Festival de Escritores y Lectores de Ubud de 2018.

## Wikimedia
Comenzó a participar en el proyecto Wikimedia en 2019 y desarrolló WikiPustaka con el fin de construir una biblioteca en línea compuesta por fuentes en idioma balinés para la comunidad balinesa. Fue anunciada como la Wikimedista Revelación del Año en la conferencia Wikimania de 2021.